# Hoya thomsonii
Hoya thomsonii (fälschlich auch Hoya thompsonii) ist eine Pflanzenart der Gattung der Wachsblumen (Hoya) aus der Unterfamilie der Seidenpflanzengewächse (Asclepiadoideae). Die Art ist nach dem Mitentdecker der Pflanze Thomas Thomson benannt.

## Merkmale
Hoya thomsonii wächst epiphytisch. Die Triebe winden, sind relativ dünn und bis etwa 2 m lang. Die länglich-eiförmigen Blattspreiten sind 5 bis 7,5 cm lang und 1,5 bis 3,8 cm breit, aber größenmäßig sehr variabel. Sie sind grau-grün gefärbt und an der Unterseite etwas behaart. Die Blattoberfläche ist unregelmäßig mit silberfarbenen Sprenkel besetzt. Die Blätter sitzen auf bis zu 13 mm langen Blattstielen, die ebenfalls behaart sind. Die Abstände zwischen zwei Blattpaaren sind unterschiedlich bis zu 5 cm lang.
Die Blütenstände bilden große, hängende, flache Dolden, die 20 bis 30 Einzelblüten enthalten. Der Stiel des Blütenstands wird bis etwa 2,5 cm lang und ist kahl bis schwach mit Flaumhaaren besetzt. Die Blüten sind hell weiß, der Durchmesser der Blütenkrone beträgt etwa 1,3 cm. Die Kronenzipfel sind oval, am Ende stumpf gespitzt. Die Ränder sind bewimpert, die Oberseite schwach mit Flaumhaaren besetzt oder kahl. Die Nebenkronen ist ebenfalls weiß bis cremeweiß, die Basis der Nebenkrone ist rot. Die staminalen Nebenkronenzipfel sind verkehrt-oval. Dabei ist der innere Fortsatz dornartig, der äußere Fortsatz breit gerundet. Die Blüten riechen starken nach Moschus. Sie blühen etwa 10 Tage lang.

## Geographisches Vorkommen
Die Art kommt in Indien (Assam), Tibet, China (Xizang, Medong Provinz) und Thailand vor. Der Holotyp wurde in Kiefernwäldern in den Khasia-Bergen (Assam, Indien) in einer Höhe von etwa 900 m ü. NN von Joseph Dalton Hooker und Thomas Thomson gefunden.

## Belege

### Online-Quelle
- Website über die Gattung Hoya von Simone Merdon-Bennack - Hoya thomsonii (Memento vom 20. Oktober 2007 im Internet Archive)